# Черниці-втікачки
«Черниці-втікачки» (англ. Nuns on the Run) — британський комедійний фільм режисера Джонатана Лінна.
Дітям до 13 років стрічку можна дивитися лише у супроводі дорослих.

## Сюжет

Брайан та Чарлі

Гангстери Брайан Гоп та Чарлі Макманус працюють на бандита Кейсі. Вони беруть участь в пограбуванні банків, але мріють жити іншим, більш мирним життям, у Бразилії.
Друзі розуміють, що так далі не повинно продовжуватися, тому викрадають гроші у китайських наркоторговців та свого шефа. А для того, щоб їх не спіймали, вони вирішують сховатися на кілька днів у жіночому монастирі. Для цього гангстери перевдягаються в черниць. 
У монастирі їм довелося не лише переодягнутися, а й поміняти імена. І поки бандити та китайські гангстери шукають Брайана Гопа та Чарлі Макмануса, вони живуть спокійним життям в оточенні черниць.
Проте пригоди тільки починаються...
Фільм чудово доповнює музика гурту «Yello» та «Hidden Faces», а цікавий сюжет та англійський гумор заворожують глядача.

## У ролях
- Ерік Айдл — Брайан Гоп
- Роббі Колтрейн — Чарлі Макманус
- Камілла Кодурі — Фейт
- Джанет Сазман — Настоятелька, сестра Ліз
- Доріс Гейр[en] — Сестра Мері
- Лайла Кей[en] — Сестра Мері
- Том Гікі[en] — отець Шеймус
- Роберт Петтерсон — Кейсі
- Джулі Ґрем — офіціантка в казино
- Оззі Юе[en] — Ерні Вонґ
- Вінстон Денніс[fr] — Марлі
- Девід Форман[en] — Генрі Го
- Луї Мелліс[en] — охоронець банку
- Фред Гаґґерті[en] — сторож
- Олівер Паркер[en] — лікар

## Саундтрек
Саундтрек до фільму був записаний швейцарським музичним колективом «Yello», а також гуртом «Hidden Faces». Альбом побачив світ у 1990 році.
1. «The Race» — (3:17)
2. «Hawaiian Chance» — (4:18)
3. «Comin' To You (Hidden Faces)» — (3:56)
4. «Blow Away (Джордж Гаррісон)» — (3:56)
5. «Roll With It (Стів Вінвуд)» — (4:28)
6. «Tied Up» — (3:29)
7. «Moon On Ice» — (4:11)
8. «Dr Van Steiner» — (4:18)
9. «Sacred Heart (Shakespear's Sister)» — (4:09)
10. «Gold Rush» — (4:18)
11. «On The Run» — (3:40)
12. «Nun's Medley (Hidden Faces)» — (5:37)